# Leisure Village
Leisure Village és una concentració de població designada pel cens dels Estats Units a l'estat de Nova Jersey. Segons el cens del 2000 tenia 4.443 habitants.

## Demografia
Segons el cens del 2000, Leisure Village tenia 4.443 habitants, 2.805 habitatges, i 984 famílies. La densitat de població era de 1.394,7 habitants/km².
Dels 2.805 habitatges en un 4,8% hi vivien nens de menys de 18 anys, en un 28% hi vivien parelles casades, en un 5,3% dones solteres, i en un 64,9% no eren unitats familiars. En el 62,3% dels habitatges hi vivien persones soles el 55,6% de les quals corresponia a persones de 65 anys o més que vivien soles. El nombre mitjà de persones vivint en cada habitatge era d'1,56 i el nombre mitjà de persones que vivien en cada família era de 2,45.
Per edats la població es repartia de la següent manera: un 7,3% tenia menys de 18 anys, un 2,4% entre 18 i 24, un 9,1% entre 25 i 44, un 15,5% de 45 a 60 i un 65,7% 65 anys o més.
L'edat mediana era de 72 anys. Per cada 100 dones de 18 o més anys hi havia 51,4 homes.
La renda mediana per habitatge era de 24.496 $ i la renda mediana per família de 33.179 $. Els homes tenien una renda mediana de 37.045 $ mentre que les dones 24.816 $. La renda per capita de la població era de 23.246 $. Aproximadament el 4% de les famílies i el 6,9% de la població estaven per davall del llindar de pobresa.

## Poblacions més properes
El següent diagrama mostra les poblacions més properes.